# Авантюристы (телесериал, 2002)
«Авантюристы» (исп. Los simuladores) — популярный телесериал о четырёх «благородных мошенниках», создавших компанию по решению любых проблем с помощью «обманных операций».
Снимался компанией Telefé (Аргентина) и транслировался по её телевизионной сети 2 сезона — в 2002 и 2003 гг. В 2007 году в России был снят ремейк сериала под названием «Короли игры». Кроме этого, ремейки снимались в Чили (2005), Испании (2006) и Мексике (2008).

## Сюжет
Четыре партнера, создавшие компанию благородных мошенников «Притворщики», решают любые проблемы (с начальством, преступниками, мужьями, женами, беспринципными бизнесменами) осуществляя «обманные операции» — притворяясь, играя, разыгрывая, обманывая обидчиков своих клиентов.
В своей работе они используют научный подход и современную технику, своё знание психологии, социологии, права, искусства перевоплощения и театрального мастерства. Они собирают информацию о клиенте и его проблеме, анализируют её со всех сторон и находят неординарное решение.
Они — не альтруисты, они не преследуют цели изменить мир. Они просто помогают людям решать их «маленькие неразрешимые проблемы». За услуги «Притворщиков» клиент платит удвоенную стоимость расходов на операцию и обязуется участвовать в их дальнейших операциях. Поэтому клиенты из одних серий позже появляются в других сериях как помощники «Притворщиков».
Философию, которую исповедует команда можно выразить так: «Иногда то, что легально — несправедливо. А то, что справедливо — иногда нелегально». Каждый из четвёрки не единожды нарушил закон, но всегда это делается в целях высшей справедливости.
В литературной и телевизионной областях сериал имеет пересечения с Шерлоком Холмсом, фильмами Миссия невыполнима и Касабланка, с американскими сериалами 80-х: Stingray, Команда «А», Месть без предела и the Equalizer.

## Персонажи
- Марио Сантос (Федерико Д'Элия) — Логистика и планирование. Руководитель группы, ответственный за планирование операций и контакты с клиентами. После каждой успешной операции он подкуривает сигару (за исключением эпизода 2.8, где он курит трубку) у человека, который был обманут «Притворщиками». Самый изысканный член команды, пьёт исключительно чай «Earl grey tea». Вдовец. В эпизоде «Fuera de cálculo» имеет мимолётное увлечение сотрудницей банка.
- Пабло Лампоне (Алехандро Фиоре)  — Техника и связь. Ответственный за поиск материалов и элементов, необходимых для операции: реквизит, костюмы, машины, что угодно. Имеет чёрного пса по кличке Битум, берёт уроки пения (эпизод 2.8) и играет роли в некоторых операциях. Характер жёсткий, нордический. Разведён! Участник Фолклендской войны.
- Эмилио Равенна (Диего Перетти) — Характеристики и роли. Ведущий «актёр» группы по прозвищу «Хамелеон». Создаёт большинство типажей (характеристик), необходимых для операции (даже если другие члены также играют роли). Постоянно заигрывает с женщинами. Не лишён художественного таланта.
- Габриэль Медина (Мартин Зеефельд) — Исследования. Следователь группы, ответственный за получение информации о клиенте и проблеме, которую команда должна решить. Очень чувствителен, любит животных (кроме змей) и поэзию. До включения в группу был журналистом.

## Эпизоды

### Первый сезон (2002 г.)
1. «Tarjeta de navidad» («Рождественская открытка»). Гальван и Клаудиа — семейная пара на грани развода. Но муж не хочет терять жену и после её ухода из дома находится на грани срыва. Соседка советует ему обратиться к группе людей, «которые решают любые проблемы оригинальными, хотя и не всегда законными методами». «Притворщики» разрабатывают операцию, чтобы представить Клаудии Гальвана мужчиной её мечты.
2. «Diagnóstico rectoscópico» («Ректоскопия»).
3. «Seguro де desempleo» («Страхование на случай безработицы»). Команда помогает старику получить обратно свою работу после того, как его бесцеремонно выставили за дверь, мотивируя тем, что он слишком стар.
4. «El testigo español» («Испанский свидетель»). «Притворщики» помогают молодой женщине Алисии избавиться от назойливого испанского любовника, который намеревается поселиться в Аргентине и разрушить её брак.
5. «El joven simulador» («Юный притворщик»). Матиас может быть отчислен из элитной школы, если не сдаст 7 сложных экзаменов. Его мать тяжело больна и известие об отчислении сына может её убить. Поэтому «Притворщики» помогают ему сдать все экзамены на отлично.
6. «El pequeño problema del gran hombre» («Маленькая проблема большого человека»).
7. «Fuera de cálculo» («Не планируемое»). Во время проведения операции в банке, Сантос и Лампоне вместе с другими посетителями и сотрудниками банка оказываются заложниками налётчиков. Узнав, что налётчики действовали по принуждению коррумпированных полицейских, Сантос помогает им выбраться из банка живыми, не забывая закончить и ту операцию, ради которой они с Лампоне оказались в банке.
8. «El Pacto Copérnico» («Пакт Коперник»).
9. «El último héroe» («Последний герой»).
10. «Los impresentables» («Презентация»).Команда помогает Кларе, девушке из бедной семьи, представить своих родителей богатой и респектабельной семье своего бойфренда Федерико в самом выгодном свете на званом ужине в честь дня рождения отца Федерико.
11. «El colaborador foráneo» («Нештатный сотрудник»). Коррумпированный комиссар Круцитти собирает дань с мелких лавочников своего района под угрозой разорения их бизнеса. «Притворщики» помогают избавиться лавочникам от его навязчивой опеки, используя увлечение комиссара НЛО.
12. «Marcela & Paul» («Марсела и Пауль»). «Притворщики» выводят Марселу из депрессии, используя то, что она фанатка Пола Маккартни, и организовав обед с тем, кого Марсела считает Полом.
13. «Un trabajo involuntario» («Недобровольная работа»). Марио Сантоса похищают мафиози и требуют бесплатно помочь им освободить своего товарища из тюрьмы. «Притворщики» работают не за деньги, а за жизнь Сантоса. Но и результат, который получили мафиози соответствует цене: освобождённый сообщник получает от «Притворщиков» новый паспорт на имя арабского террориста.

### Второй сезон (2003 г.)
1. «Los cuatro notables» («Известная четвёрка»)
2. «Z 9000»(«Z 9000») Муж избивает свою жену. «Притворщики» убеждают его, что за ним охотится его клон, который хочет его убить.
3. «La gargantilla de las cuatro estaciones»(«Череда времён года») В данном эпизоде клиент является и жертвой, которую будут «разводить». «Притворщики» убеждают молодого человека, что ему не нужно менять девушек каждый месяц, а нужно остаться с его нынешней подругой.
4. «El Clan Motul»(«Клан Мотулов») Команда разыгрывает вампирскую историю, чтобы не допустить продажи дома пенсионеров.
5. «El vengador infantil» («Ребенок-мститель») Команда помогает затравленному семикласснику обрести силу духа.
6. «El matrimonio mixto»(«Смешанный брак») Юноша-еврей и девушка-католичка нанимают «Притворщиков», чтобы убедить своих родителей, что их «смешанный брак» не является плохой идеей.
7. «El gran desafío»(«Серьёзный вызов») Команда выручает коллег, угодивших по ошибке в лапы ФБР.
8. «Fin de semana de descanso»(«Праздничный уикэнд») Находясь на отдыхе, команда раскрывает преступление, пользуясь дедуктивным методом Шерлока Холмса.
9. «El debilitador social»(«Преступление против человечности») Мальчик просит помочь его сестре-модели, больной булимией. Команда имитирует судебный процесс над менеджером агентства, поощряющим нездоровое питание девушек, за «преступление против человечности».
10. «El anillo de Salomón»(«Кольцо Соломона»)
11. «Episodio final» («Заключительный эпизод») Сдвоенная серия, в которой во-первых, жертва «Притворщиков» из «Последнего героя» (эпизод 1.9) возвращается из джунглей и пытается отомстить им за обман и украденный почти миллион песо (в то время, почти USD300.000). Его убеждают, что это была часть программы по подготовке убийства Усамы бен Ладена. Кроме того, группа пытается убедить амбициозного корпоративного работника вернуться домой и помочь его отцу и сестре с семейным бизнесом. Это последнее дело «Притворщиков», после которого они решают самораспуститься на неопределённое время.

## Сравнительная таблица эпизодов
В русском варианте нет официальных названий эпизодов, поэтому проставлены условные наименования.
В скобках указаны номера серий в ремейках соответствующих стран.
| №     | Аргентина 2002                          | Чили 2005                 | Испания 2006                                                     | Россия 2007                              | Мексика 2008                |
| ----- | --------------------------------------- | ------------------------- | ---------------------------------------------------------------- | ---------------------------------------- | --------------------------- |
| s1e1  | Tarjeta de navidad                      | Volver (3)                | Segunda Oportunidad (1.2)                                        | Возвращение жены (2)                     | Segunda oportunidad (1)     |
| s1e2  | Diagnóstico rectoscópico                | Antecedentes clínicos (1) | Colonoscopía (1.3)                                               | Ректоскопия (3)                          | Colonoscopía (2)            |
| s1e3  | Seguro de desempleo                     | El rey (4)                | Recursos humanos (1.1)                                           | Людские ресурсы (1)                      | Recursos humanos (3)        |
| s1e4  | El testigo español                      | Cazador cazado (5)        | Acosada (1.4)                                                    | Важный свидетель (4)                     | Acosada (4)                 |
| s1e5  | El joven simulador                      | Carga académica (2)       | El Joven Simulador (1.5)                                         | Юный притворщик (5)                      | El joven simulador (5)      |
| s1e6  | El pequeño problema del gran hombre     |                           | Impotencia (1.6)                                                 | Импотенция (6)                           | Asuntos de poder (9)        |
| s1e7  | Fuera de cálculo                        | Asalto express (7)        | El Atraco (2.1)                                                  | Налет (7)                                | Operación Ocelote (7)       |
| s1e8  | El Pacto Copérnico                      |                           | Operación invierno nuclear (2.7)                                 | Агент Р-17 (8) по мотивам s1e8           | Pacto Copérnico (8)         |
| s1e9  | El último héroe                         | El sobreviviente (6)      | Reality (2.4)                                                    | Одинокий герой (9)                       | Reality (12)                |
| s1e10 | Los impresentables                      | Los Impresentables (9)    | Los Impresentables (2.2)                                         | Представление родственников (10)         | Los impresentables (6)      |
| s1e11 | El colaborador foráneo                  |                           | Contacto (2.5)                                                   | Комиссия по инопланетным вторжениям (11) | El colaborador foráneo (10) |
| s1e12 | Marcela & Paul                          |                           | Para que tú no llores (2.6)                                      | Вика & Стив (12)                         | La fan (11)                 |
| s1e13 | Un trabajo involuntario                 |                           | Santos en peligro (2.3)                                          |                                          | El secuestro de Santos (13) |
|       |                                         |                           |                                                                  |                                          |                             |
| s2e1  | Los cuatro notables                     |                           |                                                                  |                                          |                             |
| s2e2  | Z 9000                                  |                           |                                                                  |                                          |                             |
| s2e3  | La gargantilla de las cuatro estaciones |                           |                                                                  |                                          |                             |
| s2e4  | El Clan Motul                           |                           | La residencia (2.9) по мотивам s2e4                              |                                          |                             |
| s2e5  | El vengador infantil                    | Superhéroes (10)          |                                                                  |                                          |                             |
| s2e6  | El matrimonio mixto                     |                           | La hija del juez Hurtado (2.10)                                  |                                          |                             |
| s2e7  | El gran desafío                         |                           |                                                                  |                                          |                             |
| s2e8  | Fin de semana de descanso               |                           |                                                                  |                                          |                             |
| s2e9  | El debilitador social                   | El gran juicio (8)        |                                                                  |                                          |                             |
| s2e10 | El anillo de Salomón                    |                           |                                                                  |                                          |                             |
| s2e11 | Episodio final                          |                           | Vuelve a casa, vuelve (2.8) по мотивам 2-й истории s2e11         |                                          |                             |
|       |                                         |                           |                                                                  |                                          |                             |
|       |                                         |                           | Episodio 11 y el último (2.11) нет аналога в аргентинской версии |                                          |                             |